# Патрік Шарп
Патрік Шарп (англ. Patrick Sharp; 27 грудня 1981, м. Вінніпег, Канада) — канадський хокеїст, лівий нападник. 
Вихованець хокейної школи «Тандер-Бей МХА». Виступав за Вермонтський університет (NCAA), «Філадельфія Флайєрс», «Філадельфія Фантомс» (АХЛ), «Чикаго Блекгокс» та «Даллас Старс».
В чемпіонатах НХЛ — 745 матчів (249+277), у турнірах Кубка Стенлі — 124 матчі (42+36).
У складі національної збірної Канади учасник зимових Олімпійських ігор 2014 (5 матчів, 1+0), учасник чемпіонатів світу 2008 і 2012 (17 матчів, 4+7). 
Досягнення
- Олімпійський чемпіон (2014)
- Срібний призер чемпіонату світу (2008)
- Володар Кубка Стенлі (2010, 2013, 2015)
- Володар Кубка Колдера (2005)
- Учасник матчу всіх зірок НХЛ (2011)

Нагороди
- Найцінніший гравець (MVP) матчу всіх зірок НХЛ (2011)